# Le Sculpteur de nuages (roman)
Pour l’article homonyme, voir Le Sculpteur de nuages.
Le Sculpteur de nuages est un roman de Jean Anglade publié en 2013.

## Résumé
Ralph est né en 1882 en Californie. Vers 1896 son père meurt et il le reproduit en argile. Vers 1897 il part au Klondike avec London, 21 ans, mais s'arrête avant et revient. En 1900 il va faire une école d'art à Frisco. Puis il va à Paris. Il revient en 1912 et on lui confie la création des sculptures de l'expo du canal de Panama à Frisco en 1915. En 1917 Sacramento, Californie, l'embauche. Vers 1923 il devient prof de sculpture, embauche Francine, auvergnate, 24 ans, comme modèle et l'épouse. En 1949 ils vont à Chauriac (Puy-de-Dôme) et achètent une ferme. Vers 1964 il se met à sculpter les nuages puis il meurt.